# Haageocereus seticeps
Haageocereus seticeps là một loài thực vật có hoa trong họ Cactaceae. Loài này được Rauh & Backeb. mô tả khoa học đầu tiên năm 1958.

## Hình ảnh

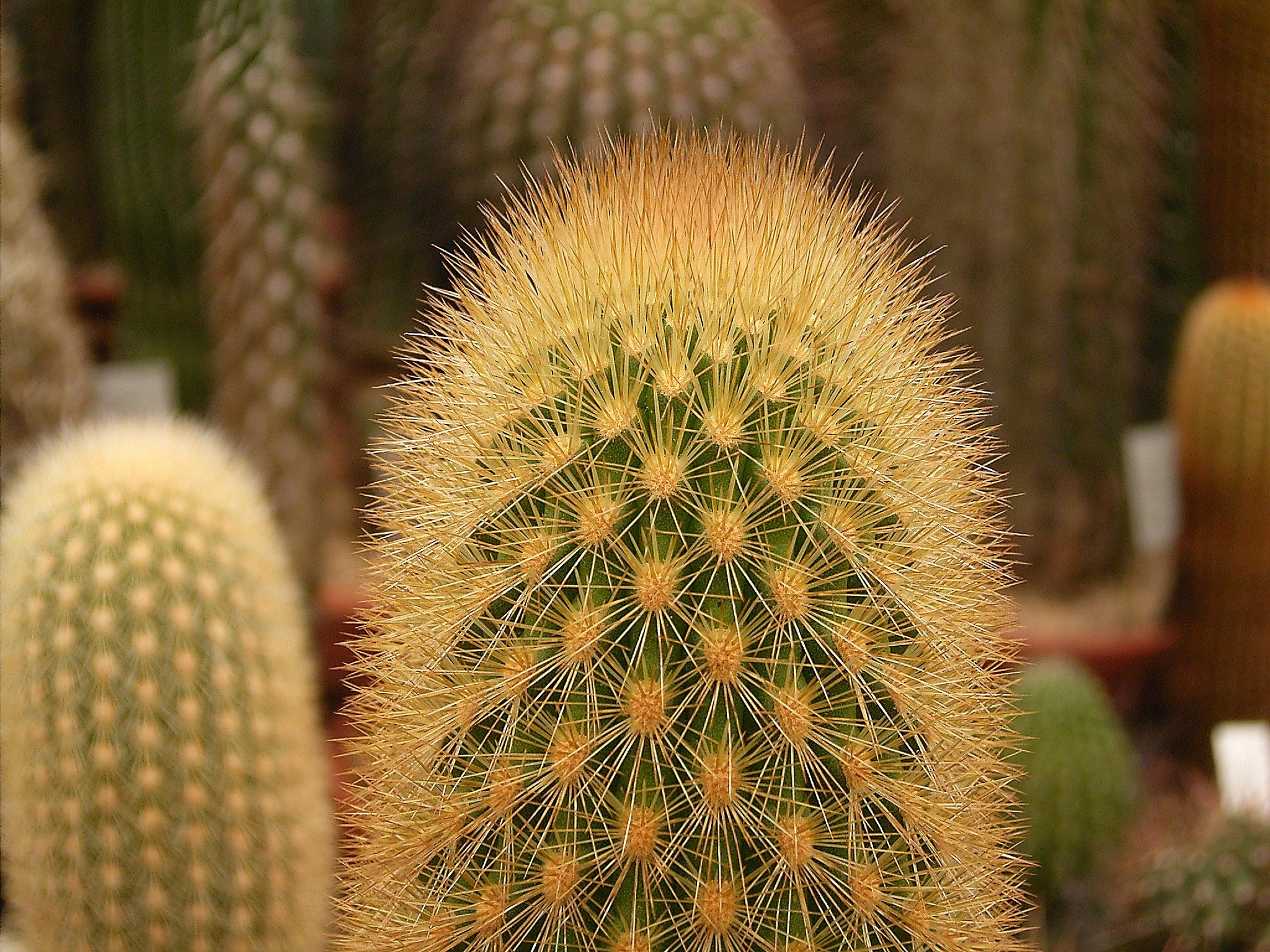